# Хошеутовское сельское муниципальное образование
Хошеутовское сельское муниципальное образование — сельское поселение в Октябрьском районе Калмыкии. Административным центром и единственным населённым пунктом в составе поселения является посёлок Хошеут. Также на территории поселения располагался посёлок Октябрьский, лишённый статуса населённого пункта.

## География
Хошеутовское СМО расположено в южной части Октябрьского района в пределах Сарпинской низменности. Площадь поселения составляет 64 502 гектаров, в том числе 62 173 гектаров земель сельхозназначения.
Хошеутовское СМО граничит на северо-востоке с Цаган-Нурским, на севере — с Иджилским СМО Октябрьского района Калмыкии, на востоке — с Барунским и Юстинским СМО Юстинского района, на юге — с Сарпинским, на западе — с Чкаловским СМО Кетченеровского района.

## Население
| 2002 | 2010 | 2011 | 2012 | 2013 | 2014 | 2015 |
| ---- | ---- | ---- | ---- | ---- | ---- | ---- |
| 375  | ↗382 | ↘377 | ↘362 | ↘351 | ↘335 | ↗342 |
| 2016 | 2017 | 2018 | 2019 | 2020 | 2021 |      |
| ↗344 | ↘343 | ↘338 | ↗345 | ↗348 | ↗403 |      |

Численность населения СМО по состоянию на 1 октября 2012 года составляет всего 363 человек. За текущий период прибыло 4 человека, выбыло 6 человек. Миграционный прирост населения составил −2 человека. Родилось −2 человека, умерло — 2 человека. Естественный прирост населения составил — 0 чел.

### Национальный состав
По данным Всероссийской переписи населения 2010 года:
| Национальность | Численность (чел.) | Процентное соотношение |
| -------------- | ------------------ | ---------------------- |
| Калмыки        | 368                | 96,34%                 |
| Русские        | 6                  | 1,57%                  |
| Кумыки         | 6                  | 1,57%                  |
| Другие         | 2                  |                        |
| Всего          | 382                | 100,00%                |